# Michal Schlegel
Michal Schlegel (Ústí nad Orlicí, 31 de mayo de 1995) es un ciclista checo, miembro del equipo Elkov-Kasper.

## Palmarés
2019
- 1 etapa del Tour de Alsacia

2021
- Tour de Malopolska, más 1 etapa
- 1 etapa del Tour de Alta Austria
- Visegrad 4 Kerekparverseny

## Resultados en Grandes Vueltas y Campeonatos del Mundo
Durante su carrera deportiva ha conseguido los siguientes puestos en las Grandes Vueltas. 
| Carrera         | Carrera         | 2015 | 2016 | 2017 | 2018 | 2019 | 2020 | 2021 | 2022 | 2023  | 2024 | 2025 |
| --------------- | --------------- | ---- | ---- | ---- | ---- | ---- | ---- | ---- | ---- | ----- | ---- | ---- |
|                 | Giro de Italia  | —    | —    | —    | 45.º | —    | —    | —    | —    | —     | —    | —    |
|                 | Tour de Francia | —    | —    | —    | —    | —    | —    | —    | —    | —     | —    | —    |
|                 | Vuelta a España | —    | —    | —    | —    | —    | —    | —    | —    | 114.º | —    | —    |
| Mundial en Ruta | Mundial en Ruta | —    | —    | —    | —    | —    | —    | —    | —    | —     | Ab.  | —    |

—: no participa

Ab.: abandono